# Japanskt träjon
Japanskt träjon, Dryopteris uniformis, är en träjonväxtart som först beskrevs av Mak., och fick sitt nu gällande namn av Mak. Dryopteris uniformis ingår i släktet Dryopteris och familjen Dryopteridaceae. Inga underarter finns listade.